# Крутецкий сельсовет
Крутецкий сельсовет — сельское поселение в Сосновском районе Нижегородской области. Административный центр — село Крутые.

## История
Статус и границы сельского поселения установлены Законом Нижегородской области от 15 июня 2004 года № 60-З «О наделении муниципальных образований - городов, рабочих посёлков и сельсоветов Нижегородской области статусом городского, сельского поселения».

## Население
| 2002  | 2010  | 2012  | 2013  | 2014  | 2015  | 2016  |
| ----- | ----- | ----- | ----- | ----- | ----- | ----- |
| 1604  | ↘1376 | ↗1381 | ↘1375 | ↘1364 | ↘1348 | ↘1306 |
| 2017  | 2018  | 2019  | 2020  | 2021  |       |       |
| ↘1287 | ↘1271 | ↘1258 | ↘1239 | ↘1054 |       |       |

## Состав сельского поселения
| №  | Населённый пункт | Тип населённого пункта       | Население |
| -- | ---------------- | ---------------------------- | --------- |
| 1  | Андреевка        | деревня                      | ↘6        |
| 2  | Боловино         | деревня                      | ↘38       |
| 3  | Крутые           | село, административный центр | ↘259      |
| 4  | Леухово          | деревня                      | ↘12       |
| 5  | Маслёнка         | деревня                      | ↘23       |
| 6  | Матюшево         | село                         | ↘85       |
| 7  | Рыльково         | деревня                      | ↘278      |
| 8  | Сиуха            | деревня                      | ↘365      |
| 9  | Стечкино         | деревня                      | ↘200      |
| 10 | Шишово           | деревня                      | ↘110      |